# Ihľany
Ihľany (węg. Majorka, niem. Maierhofen) – wieś (obec) w północnej Słowacji leżąca w powiecie Kieżmark, w kraju preszowskim.
Wieś Ihľany powstała w 1960 roku z połączenia wsi Majerka i Stotince (obie po raz pierwszy wzmiankowane w 1307 roku).